# ۱ ست ترکمنوو
۱ ست ترکمنوو (به لاتین: 1st Turkmenevo) یک منطقهٔ مسکونی در روسیه است که در باشقیرستان واقع شده‌است.